# Stutensee
Stutensee é uma cidade da Alemanha, no distrito de Karlsruhe, na região administrativa de Karlsruhe, estado de Baden-Württemberg.

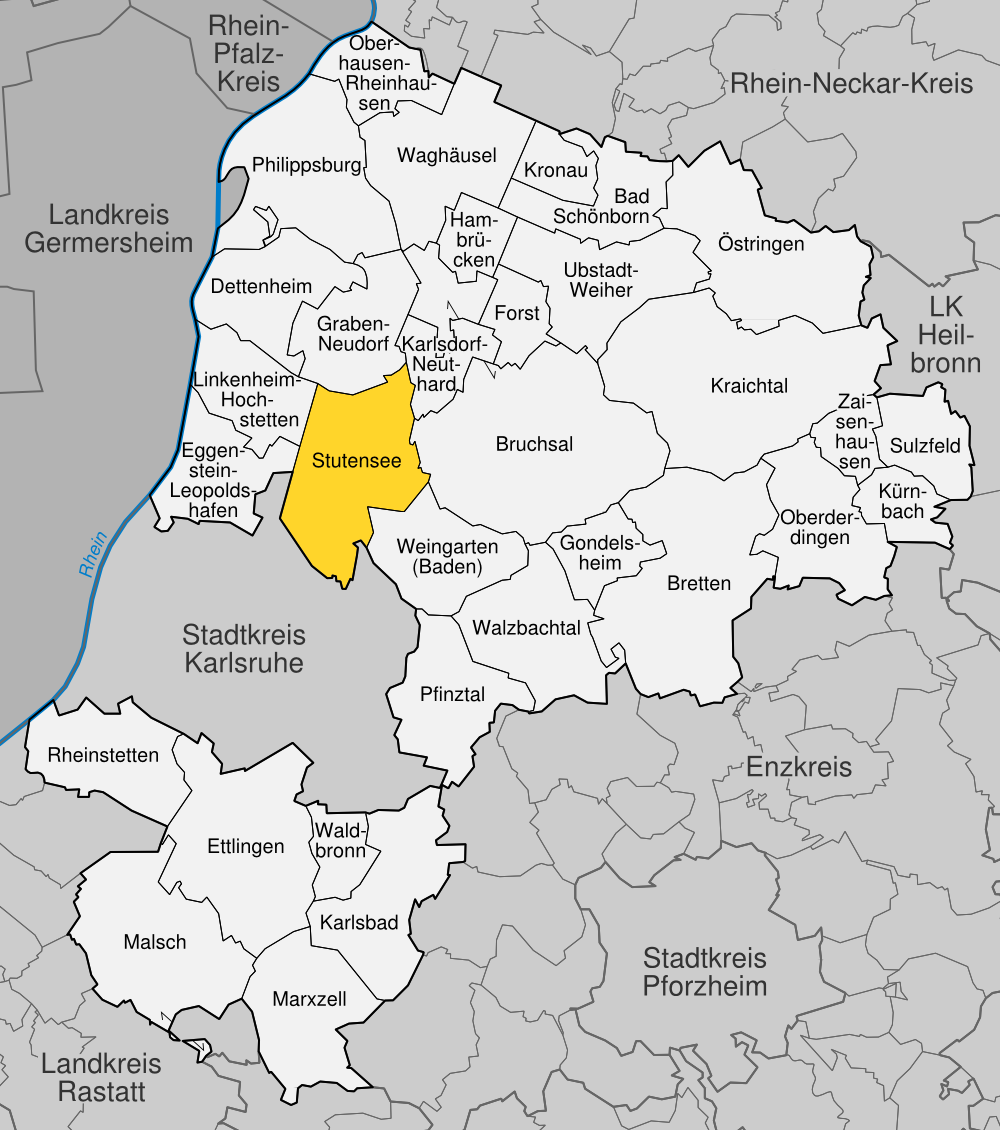
Stutensee no distrito de Karlsruhe

## Galeria

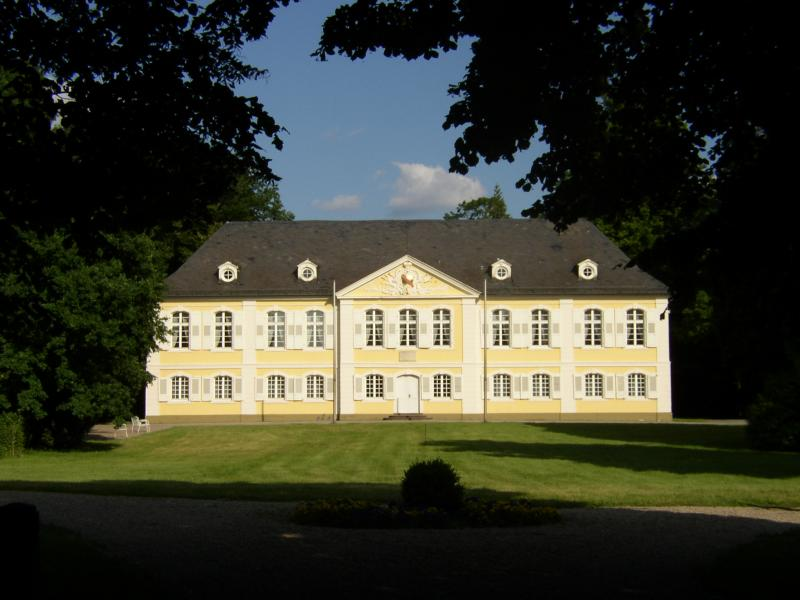
Castelo de Stutensee
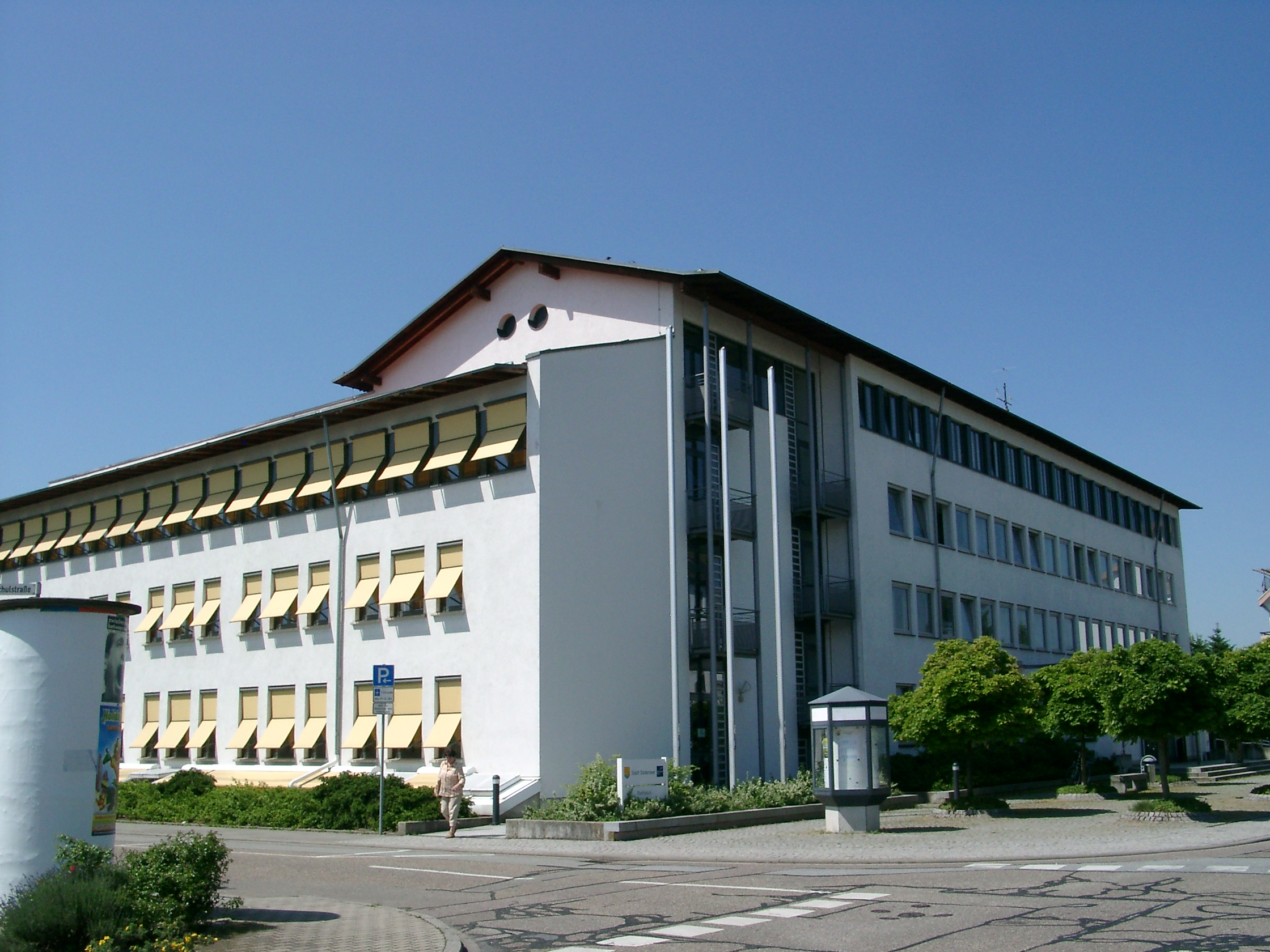
Prefeitura de Stutensee
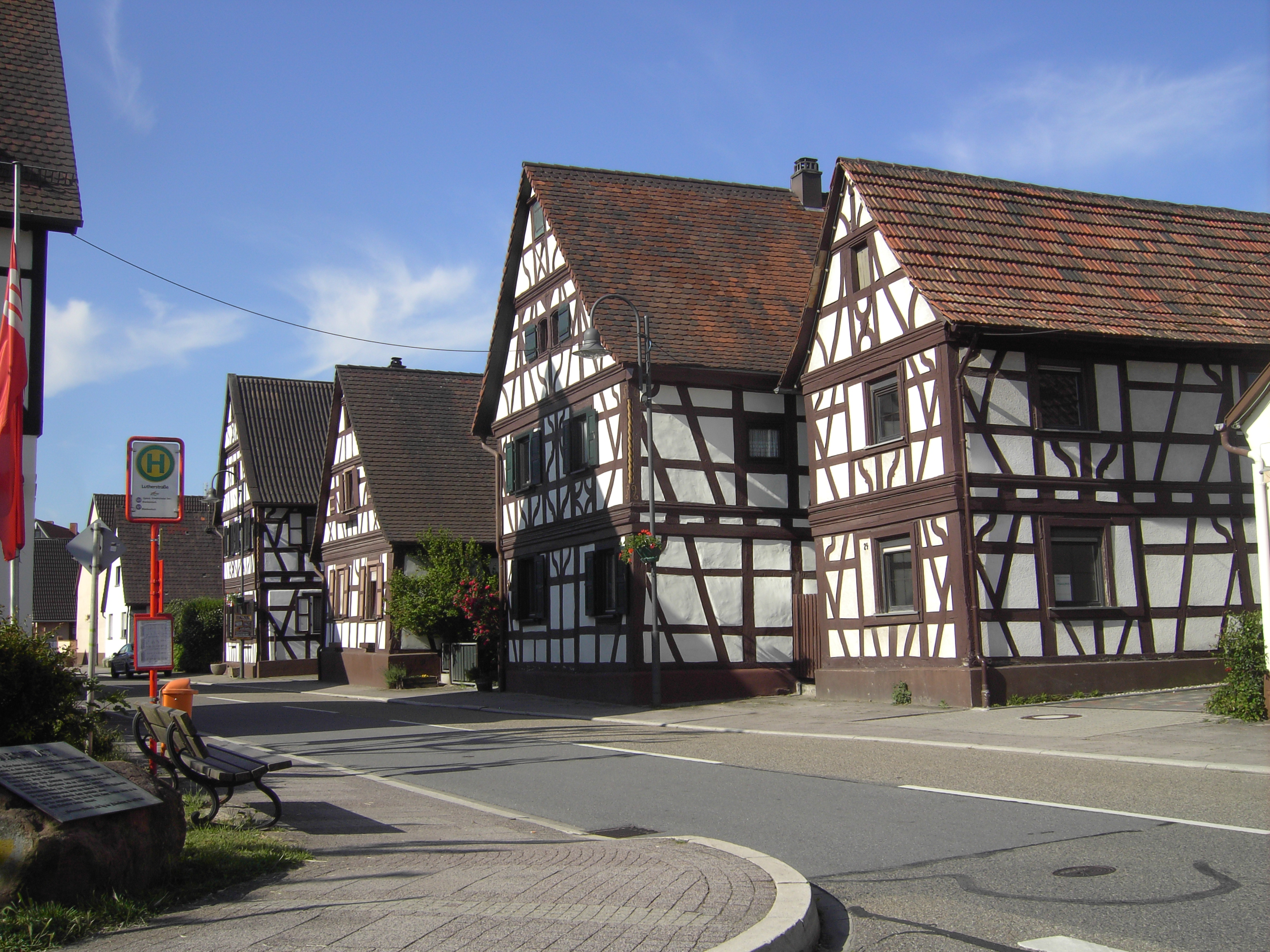
Casas históricas em Staffort